# Kalijev sulfat
Kalijev sulfat je anorganska spojina s kemijsko formulo K2SO4. Je bela, v vodi topna trdnina. Uporablja se kot mineralno gnojilo, ki vsebuje kalij in žveplo.

## Zgodovina
Kalijev sulfat je znan od zgodnjega 14. stoletja. Preučevali so ga Glauber, Boyle in Tahenius. V 17. stoletju so ga imenovali arcanuni ali sal duplicatum (dvojna sol), ker je bil spojina kisle in alkalne soli. Znan je bil tudi kot vitriolski tartar in Glaserjeva sol (sal polychrestum Glaseri) po farmacevtskem kemiku Christopherju Glaserju, ki ga je pripravil in uporabljal v medicini.
V predmoderni medicini je bil znan kot arcanum duplicatum ali   panacea duplicata. Pripravljel se je iz preostanka (caput mortuum) pri pripravi aqua fortis (dušikova kislina). Preostanek se je raztopil v vroči vodi, prefiltriral, delno izparil in pustil, da je skristaliziral. Uporabljal se je kot diuretik in sredstvo za znojenje.
Po Chambers's Cyclopedia je recept za petsto tolarjev kupil Charles Frederick, vojvoda Holstein-Gottorpski. Vojvodov osebni zdravnik Schröder je opisal njegovo čudežno učinkovitost v hipohondričnih primerih, stalnih in občasnih vročicah, kamnih, skorbutu in drugih težavah.

## Naravni viri
Mineralna oblika kalijevega sulfata, arkanit, je relativno redka. Naravni vir kalijevega sulfata so minerali, ki so v obilju pristni v Stassfurtovi soli. V soli so sokristalizirani kalijev, magnezijev, kalcijev in natrijev sulfat.
Pomembni minerali so:
- kainit, MgSO4•KCl•H2O
- schönit (zdaj znan kot pikromerit), K2SO4•MgSO4•6H2O
- leonit, K2SO4•MgSO4•4H2O
- langbeinit, K2Mg2(SO4)3
- aftitalit (v preteklosti znan kot glaserit), K3Na(SO4)2
- polihalit, K2SO4•MgSO4•2CaSO4•2H2O

Kalijev sulfat se lahko izloči iz nekaterih omenjenih mineralov, na primer kainita, ker je ustrezna sol manj topna v vodi.
kalijev sulfat se lahko proizvede z reakcijo kizerita (MgSO4•H2O) s kalijevim kloridom (KCl).

## Proizvodnja
Svetovna proizvodnja kalijevega sulfata je leta 2018 znašala okoli 1,5 milijona ton,  večinoma iz kalijevega klorida in žveplove kisline. Proces je analogen mannheimskemu postopku za proizvodnjo natrijevega sulfata. V procesu nastane najprej kalijev hidrogensulfat (KHSO4). Reakcija je eksotermna  in poteka pri sobni temperaturi:
KCl  +  H2SO4   →  HCl  +  KHSO4
Druga stopnja procesa je endotermna in zahteva dovajanje energije:
KCl  +  KHSO4  →  HCl  +  K2SO4

## Struktura in lastnosti
Znani sta dve kristalni obliki kalijevega sulfata. Najpogostejši je ortorombski β-K2SO4, ki pri temperaturah nad 583 °C preide v α-K2SO4. Struktura je zapletena, čeprav ima sulfat značilno tetraedrično geometrijo.
- Struktura β-K2SO4.
- Koordinacijska sfera enega od dveh tipov mesta K+
- Sfera SO4 v β-K2SO4

Kalijev sulfat za razliko od natrijevega sulfata ne tvori hidrata. Sol kristalizira v obliki dvojnih šeststranih piramid, klasificiranih kot rombske. Sol je prozorna, zelo trda in grenkega slanega okusa. Topna je v vodi, netopna pa v raztopinah kalijevega hidroksida (KOH) in absolutnem etanolu.

## Raba
Največ kalijevega sulfata se porabi kot mineralno gnojilo. Gnojilo ne vsebuje klorida, ki je lahko škodljiv za nekatere kulture. Uporablja se predvsem za gnojenje tobaka in nekaterih vrst sadnega drevja in zelenjave. Kalijev sulfat potrebujejo za optimalno rast tudi manj občutljive kulture, če zemlja akumulira kloride iz vode za namakanje.
Včasih se uporablja kot nadomestek za kuhinjsko sol.
Tehnični kalijev sulfat se včasih uporablja tudi v proizvodnji stekla in sredstvo za zmanjševanje bliska v eksplozivih za topovske granate. Dodatek zmanjša plamen iz ustja cevi in bleščanje in preprečuje prevelik eksplozijski tlak.
Včasih se uporablja za peskanje, ker je trši od natrijevega karbonata in natrijevega bikarbonata in podobno topen v vodi.
Kalijev sulfat vijolično obarva plamen.

## Reakcije

### Reakcija z žveplovo kislino
Kalijev sulfat v reakciji z žveplovo kislino tvori kalijev hidrogensulfat (KHSO4). Produkt tvori rombske piramide s tališčem 197 °C. V raztopinah se obnaša kot raztopina reaktantov, iz katerih je nastal (K2SO4 in H2SO4,). V prebitku etanola se obarja kot sulfat z nekaj hidrogen sulfata, kislina pa ostane v razopini. 
Podobno se obnaša brezvodna tudi sol, ki se segreje na nekaj sto stopinj. S silikati, titanati itd. deluje enako kot žveplova kislina, segreta nad temperaturo vrelišča. Zaradi te lastnosti se v analitični kemiji uporablja kot sredstvo za razklop.